# MPZ
MPZ (англ. Myelin protein zero) – білок, який кодується однойменним геном, розташованим у людей на короткому плечі 1-ї хромосоми.  Довжина поліпептидного ланцюга білка становить 248 амінокислот, а молекулярна маса — 27 555.
| 10         |  | 20         |  | 30         |  | 40         |  | 50         |
| ---------- |  | ---------- |  | ---------- |  | ---------- |  | ---------- |
| MAPGAPSSSP |  | SPILAVLLFS |  | SLVLSPAQAI |  | VVYTDREVHG |  | AVGSRVTLHC |
| SFWSSEWVSD |  | DISFTWRYQP |  | EGGRDAISIF |  | HYAKGQPYID |  | EVGTFKERIQ |
| WVGDPRWKDG |  | SIVIHNLDYS |  | DNGTFTCDVK |  | NPPDIVGKTS |  | QVTLYVFEKV |
| PTRYGVVLGA |  | VIGGVLGVVL |  | LLLLLFYVVR |  | YCWLRRQAAL |  | QRRLSAMEKG |
| KLHKPGKDAS |  | KRGRQTPVLY |  | AMLDHSRSTK |  | AVSEKKAKGL |  | GESRKDKK   |

A: Аланін

C: Цистеїн

D: Аспарагінова кислота

E: Глутамінова кислота

F: Фенілаланін

G: Гліцин

H: Гістидин

I: Ізолейцин

K: Лізин

L: Лейцин

M: Метіонін

N: Аспарагін

P: Пролін

Q: Глутамін

R: Аргінін

S: Серин

T: Треонін

V: Валін

W: Триптофан

Локалізований у клітинній мембрані, мембрані.